# Sunbury County
Sunbury County är ett county i Kanada.   Det ligger i provinsen New Brunswick, i den östra delen av landet, 700 km öster om huvudstaden Ottawa.
I omgivningarna runt Sunbury County växer i huvudsak blandskog. Runt Sunbury County är det mycket glesbefolkat, med 3 invånare per kvadratkilometer.